# Bastionul porții din Târgu Mureș
Bastionul porții  (în maghiară Kapubástya) face parte din sistemul de fortificație a cetății medievale din Târgu Mureș fiind construită și administrată de breslele orașului liber regesc. Breslele au fost asociațiile profesionale și voluntare de meșteșugari aparținând unei meserii care au apărut în Evul Mediu după modelul localităților din Transilvania și au funcționat în incinta cetății până la ocuparea de armata austriacă.

## Istoric
Cronologic, prima întăritură din cărămidă realizată este bastionul porții, situat în partea nordică a laturii de vest a cetății. A fost realizat între 15 martie – 28 iunie 1613 ca o primă necesitate, sub judele János Nagy Szabó, la construirea căruia s-au folosit materiale provenite de la fosta mănăstire a paulinilor din Sâncraiu de Mureș. La 3 iunie 1639, din cauza unui trăsnet care a făcut să explodeze praful de pușcă depozitat în bastion, acesta a suferit stricăciuni, astfel că a trebuit să fie reparat.
În 2000 lângă Bastionul porții a fost amplasată statuia lui Tamás Borsos. Borsos ca judele orașului a reușit ridicarea cetății cu ajutorul contribuabililor și celor 32 de bresle meșteșugărești.

## Descriere
De plan aproximativ pătrat, bastionul era prevăzut cu o ingenioasă groapă-capcană, în lățime de circa 3 m și o adâncime de circa 4 m, acoperită cu o punte rabatabilă, iar peste șanțul de apărare cu un pod mobil (pont-levis). Deasupra gangului de intrare se află cele două niveluri de apărare suprapuse, dotate cu guri de tragere, iar deasupra lor o galerie prevăzută cu mașiculi. De-a lungul gangului se află o încăpere strâmtă, cu acces din incinta cetății și legată cu curtina dublă de pe latura vestică. Pereții bastionului au grosimi de 120 cm la nivelul gangului și 90 cm la nivelurile superioare. Accesul la primul etaj se face prin scări de lemn, acoperite, care duc la un palier montat în consolă, situat pe latura de est al bastionului. Deasupra ușii de stejar, pe o grindă in situ, se află inscripția ce indică anul edificării: „1613”.

## Imagini

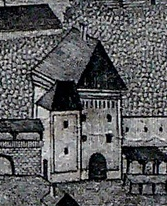
Bastionul porții pe gravura lui István Mikolai Tóth (1822)